# Duntocher
Duntocher (Dùn Tòchair in lingua gaelica scozzese) è una località della Scozia, situata nell'area di consiglio di Dunbartonshire Occidentale.